# Cajón

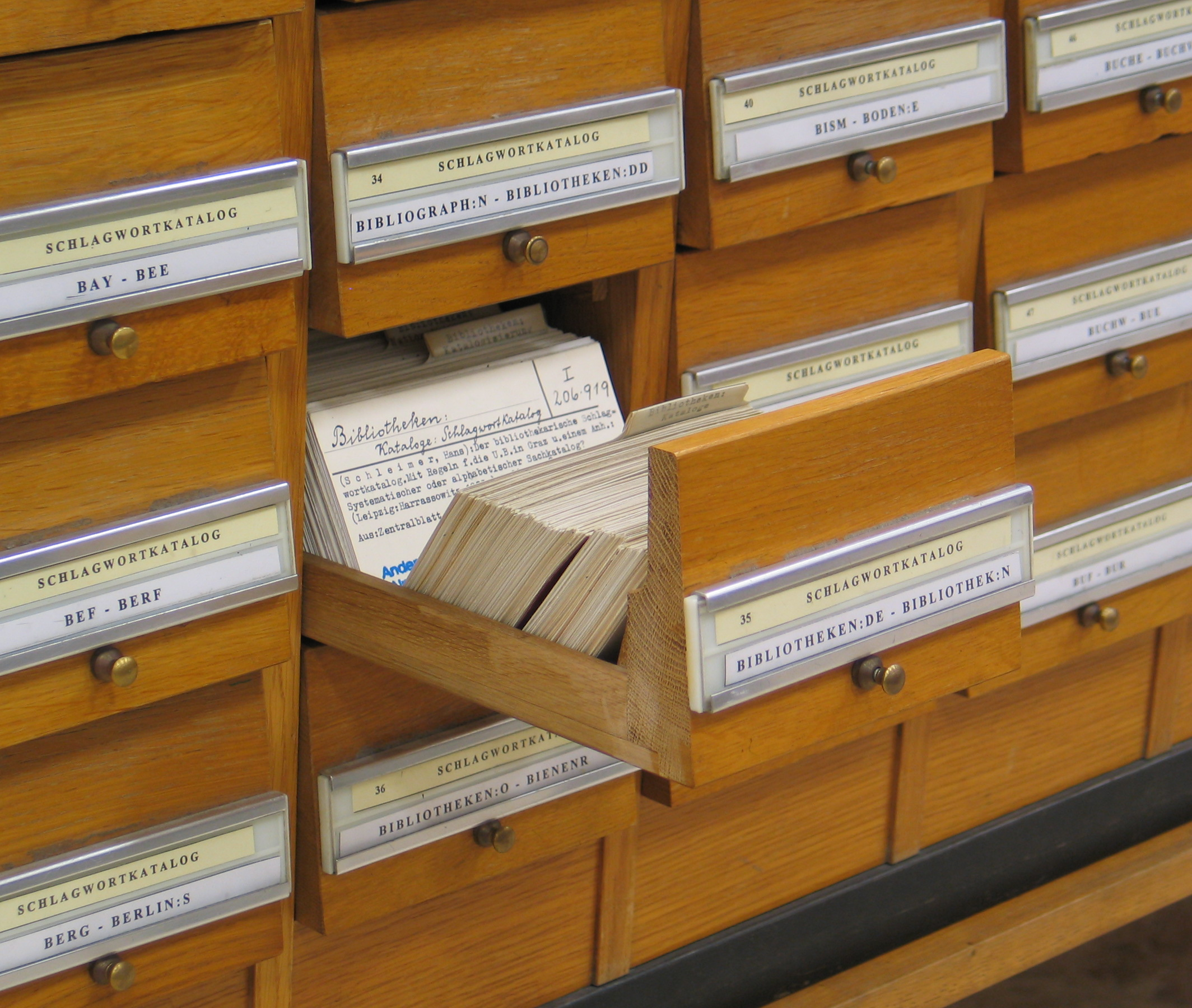
Cajón de una biblioteca.

Un cajón o gaveta es un receptáculo en el cual pueden colocarse objetos, y suelen estar incorporados a mesas, escritorios y otros muebles. Para resguardar objetos privados o información confidencial. Algunos cajones tienen cerradura.

## Mecanismos
Algunos cajones cuentan con distintos mecanismos que facilitan su deslizamiento, o mantienen la alineación durante el movimiento lineal. Esto puede ser un sistema en la parte central del cajón, o un sistema de rieles en ambos, esto con el fin de que los cajones se mantengan alineados con el mueble. Dichos mecanismos pueden o no tener otros elementos que faciliten su desplazamiento o su lubricación.

## Manijas
Los cajones pueden tener o no tener manijas para facilitar su uso. Las manijas suelen ser de uso decorativo aparte de funcional.

## Cajón archivador
Un cajón archivador, también conocido como archivador de cajones, es un mueble de oficina diseñado para almacenar y organizar documentos, archivos y materiales de oficina. Por lo general, se fabrica con materiales resistentes, como madera o metal, y cuenta con varios cajones que se deslizan para facilitar el acceso a los documentos almacenados. Este tipo de mobiliario es esencial para mantener el orden y la eficiencia en entornos de trabajo, ya que permite clasificar y guardar de manera sistemática una gran cantidad de información. Los cajones archivadores suelen estar etiquetados para facilitar la rápida identificación del contenido, y su uso es común en oficinas, bibliotecas y otros espacios donde se requiere un sistema de almacenamiento eficaz.

## Galería

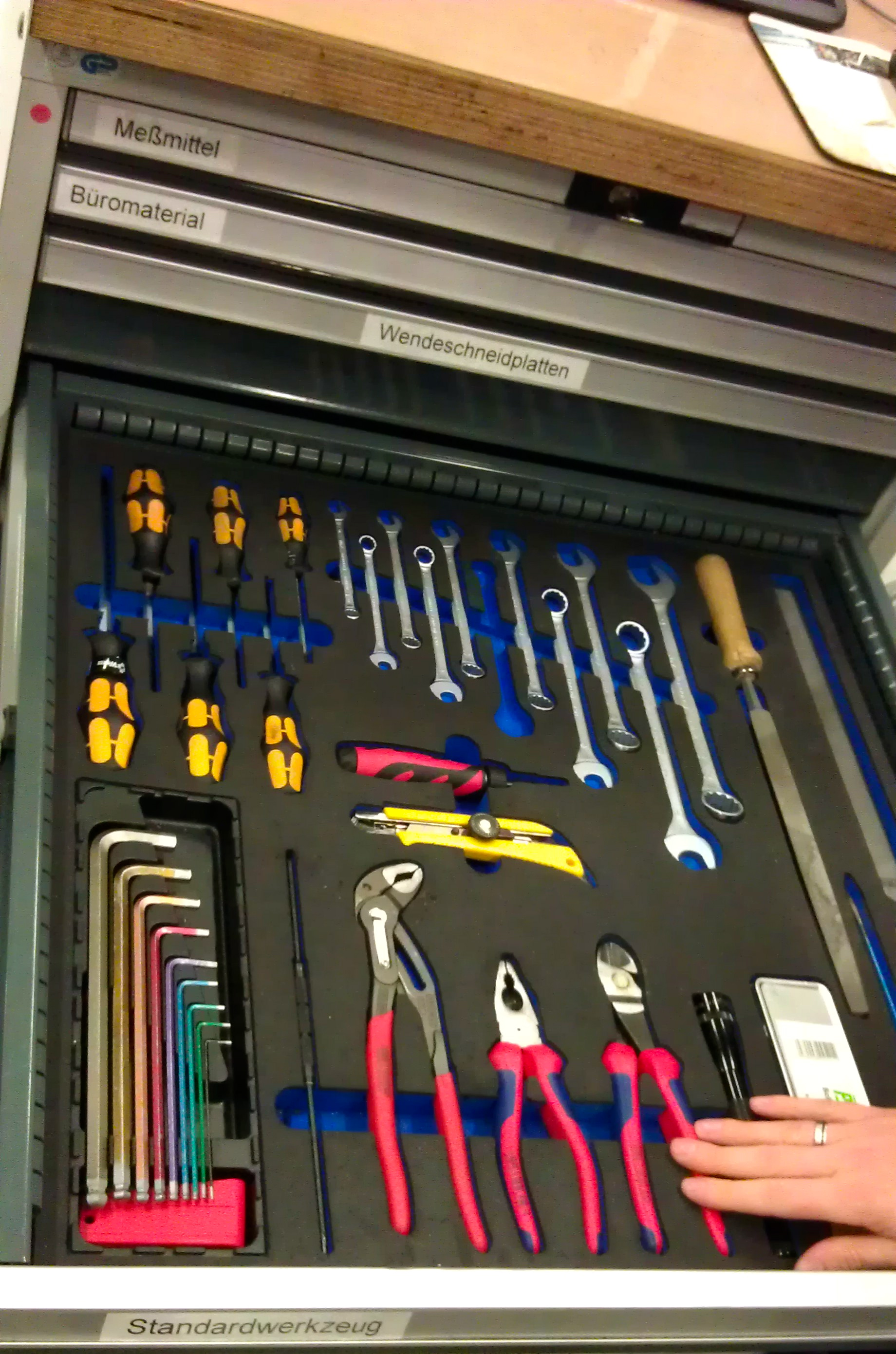
Cajón de herramientas
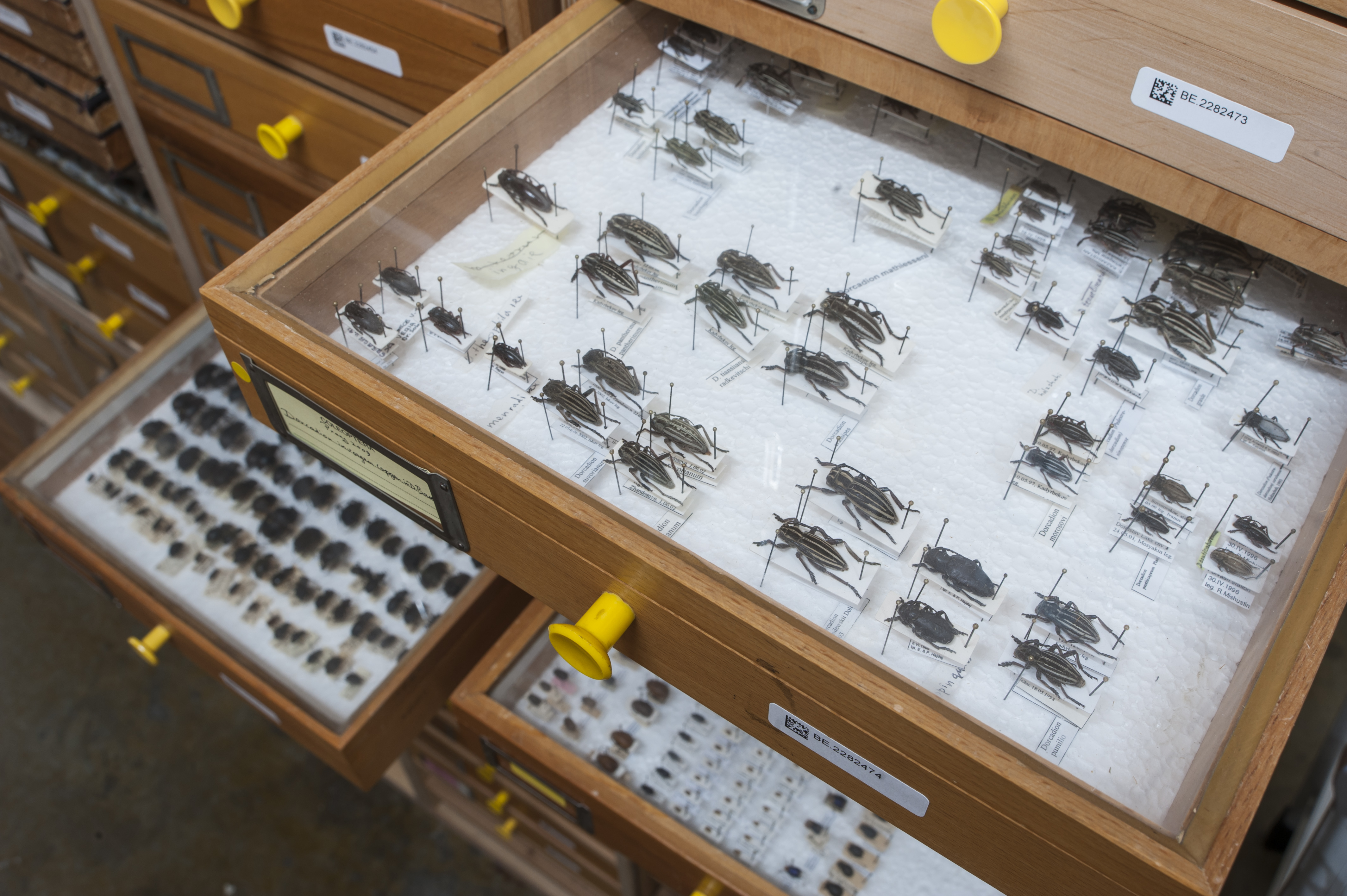
Cajones vitrina en el Museo de Historia Natural de Leiden
Cajón archivador
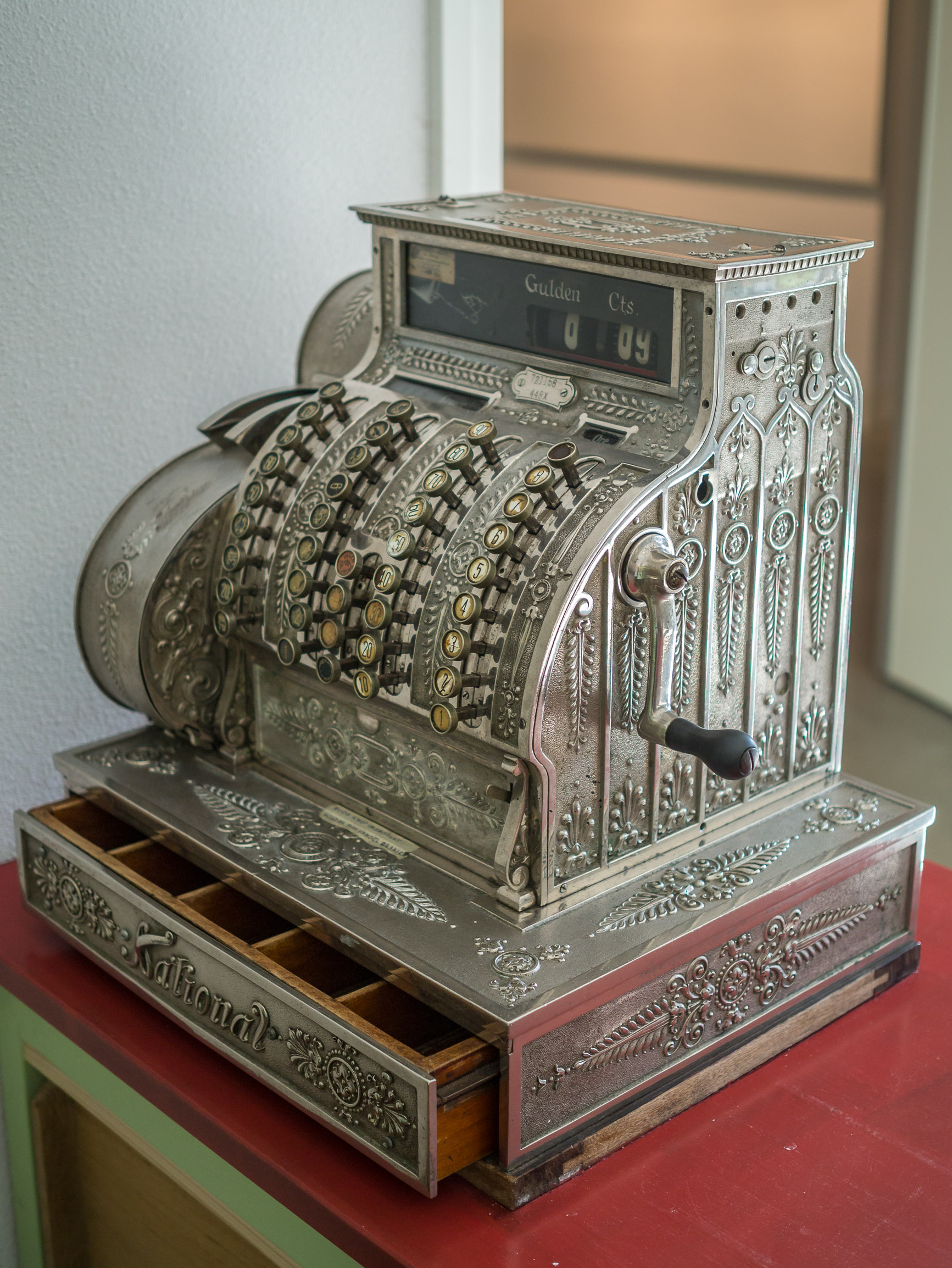
Cajón del dinero en una caja registradora
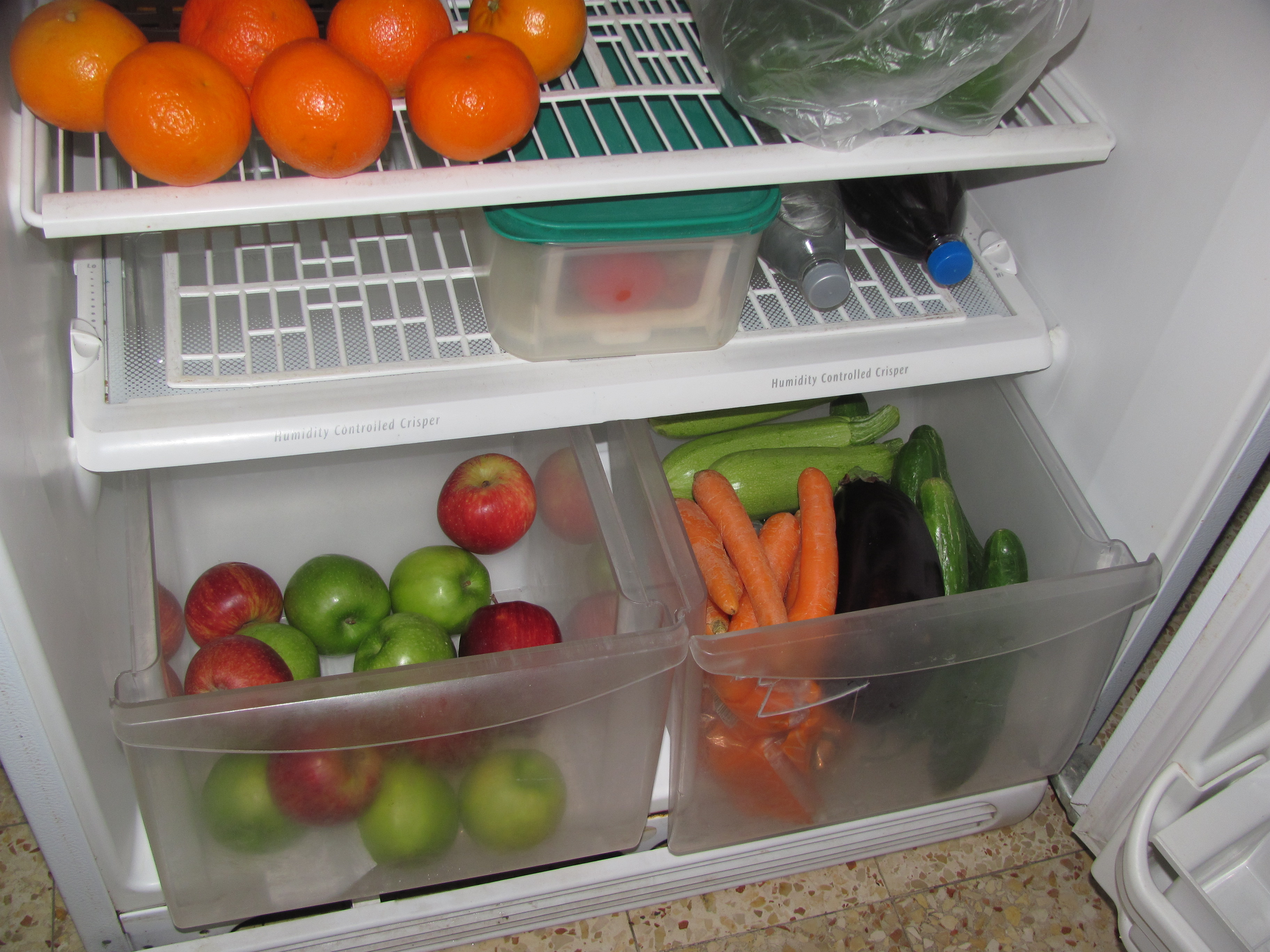
Cajones de un frigorífico
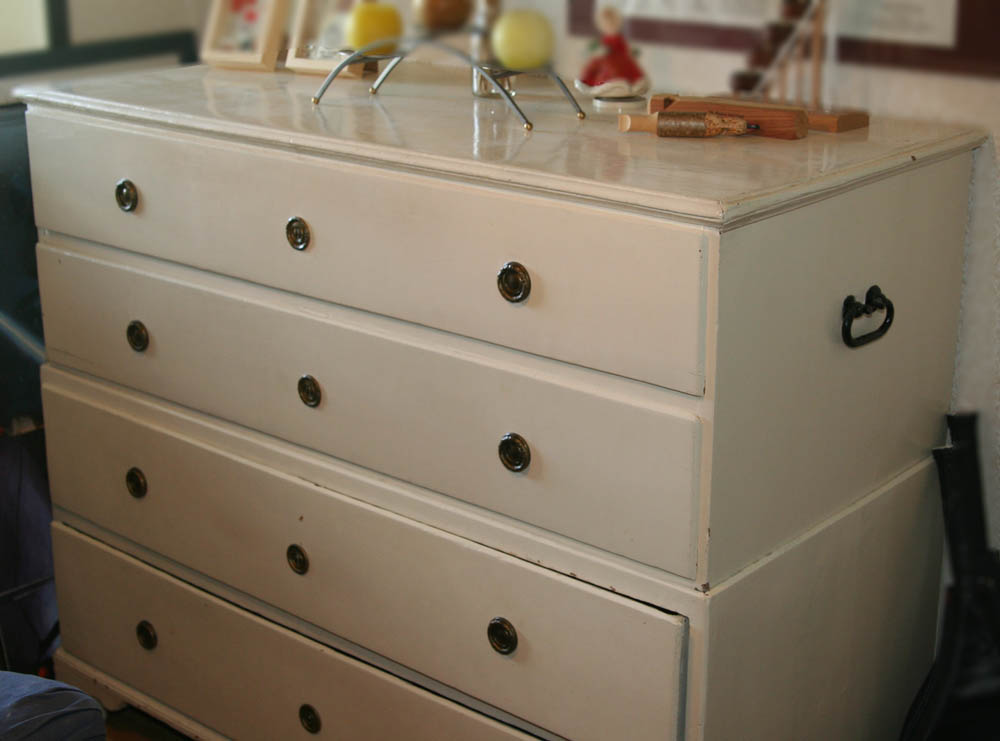
Cajonera